# Глубокое синее море 3
«Глубо́кое си́нее мо́ре 3» (англ. Deep Blue Sea 3) — научно-фантастический фильм ужасов с Таней Раймонде в главной роли. Третья и последняя часть из серии фильмов «Глубокое синее море» и прямое продолжение фильма «Глубокое синее море 2».

## Сюжет
Доктор Эмма Коллинз продолжает работу своего покойного отца по защите больших белых акул на искусственном острове Литтл Хэппи недалеко от Южной Африки. В её команду входят Спинакера (по прозвищу «Спинн»), Мия и Юджин Шоу, лучший друг отца Эммы и фигура брата. Также на Литтл Хэппи живут друзья Эммы Нанди и её брат Бахари. Белла (главный антагонист бычья-акула из предыдущего фильма) найдена мёртвой, будучи убитой после того, как застряла в леске, обнаруженной доктором Ричардом Лоуэллом и его командой на их лодке, Тасос. Они отправляются в Литтл Хэппи и обнаруживают, что трое последних щенков Беллы уже взрослые и являются единственными выжившими после событий предыдущего фильма.
Ричард оказывается бывшим парнем Эммы. Когда Ричард и его команда ныряют в погоню за акулами-быками, Эмма идёт с ними и обнаруживает трёх Белых акул, съеденных акулами-быками. Вскоре после этого Брауна (члена команды Ричарда) находят мёртвым, будучи разрезанным пополам акулами-быками. С помощью Эммы одна из самых больших акул-быков попадает в ловушку и усыпляется успокоительным, но Ричард получает при этом ранение.
Позже Бахари отправляется на рыбалку, но на него нападает и пожирает один из двух оставшихся акул-быков. Позже Нанди обнаруживает его руку. После потери друга Эмма противостоит Ричарду. Он показывает ей, что эти бычьи акулы более умны (пересказывая события из двух предыдущих фильмов). Он говорит, что с помощью маяка, прикрепленного к их матери, он может привлечь её потомство, поскольку они знают, что их мать мертва. В заключение он говорит, что если эти акулы начнут размножаться, это будет большая катастрофа. Лукас, лидер наёмников Генотик Лабс, свергает команду Ричарда и решает убить всех и бежать с захваченной акулой. Перед побегом он устанавливает мину, чтобы все взорвать, не зная, что Эмма и её команда шпионят за ними с помощью подводного дрона.
Эмма снова противостоит Ричарду, обвиняя его в планировании их убийства. Лукас, подслушав их разговор, нападает на них и команду Эммы, нанося огромный ущерб близлежащим строениям на острове взрывчаткой. В ходе битвы Эмма убегает, но Ричард оказался схвачен Шиллом и Эрлзом, людьми Лукаса, и доставлен на Тасос.
Выбрав сторону Эммы, Ричарда убивает одна из акул, когда он прыгает с лодки, чтобы присоединиться к ней. Эрлза убивает бычья-акула, в ходе сражения с Шоу. Тем временем Спинна убивает другая бычья-акула. Мию, как предполагается, постигнет та же участь. Эмма дезактивирует мину, но на неё нападает Шилл, которому Лукас приказал убить её. Её спасает Салли, Большая Белая Акула, «друг» Эммы с момента её прибытия на Литтл Хэппи, которая пожирает Шилла. Эмма ставит мину на Тасос, и когда Лукас взрывает её, его лодка тонет, что освобождает захваченную акулу.
Шоу жертвует собой, чтобы убить двух из трех оставшихся акул-быков взрывными дротиками. Лукас, переживший взрыв Тасоса, атакует Эмму, но последняя убивает его. Затем Эмма убивает последнюю бычью акулу, заманив её в уплотнитель для мусора.
Нанди и Эмма бегут, оставив остров Литтл Хэппи уничтоженным, а Салли прощается с Эммой, прежде чем исчезнуть в океане. Пока Нанди и Эмма отплывали, они нашли шкаф, в котором пряталась Мия, живая и невредимая. Воссоединившись, трое друзей возвращаются к цивилизации.

## В ролях
| Актёр             | Роль                 |
| ----------------- | -------------------- |
| Таня Раймонде     | доктор Эмма Коллинз  |
| Натаниэль Бузолич | доктор Ричард Лоуэлл |
|                   |                      |
| Эмерсон Брукс     | Юджин Шоу            |
| Брен Фостер       | Лукас                |
| Алекс Бхат        | Спинакер             |
| Рейна Аой         | Мия                  |
| Сия Майола        | Бахари               |
| Аюмиле Кунко      | Нанди                |
| Брашад Мэйвезер   | Браун                |
| Эрнест Сент-Клер  | Шилл                 |
| ДеВиль Ванник     | Эйрлс                |

## Производство
Работа над фильмом началась летом 2019 года. Производство фильма завершилось в мае 2020 года.

## Релиз
Фильм был выпущен 28 июля 2020 года на Digital HD компанией Warner Bros. Home Entertainment, а выпущен на Blu-ray и DVD был 25 августа.

## Критика
На агрегаторе рецензий Rotten Tomatoes рейтинг одобрения фильма составляет 71% на основе 14 рецензий, со средним рейтингом 5,40 из 10.
Миган Наварро, писавшая для «Bloody Disgusting» заявила, что, хотя фильм нельзя считать хорошим по общепринятым стандартам, он тем не менее был приятным.